# Speak & Spell
Speak & Spell – debiutancki album studyjny brytyjskiego zespołu Depeche Mode wydany 5 października 1981 roku przez wytwórnie Mute i Sire Records. Producentem płyty był Daniel Miller. Album zajął 10 miejsce w notowaniu listy UK Albums Chart. Był pierwszym i jedynym albumem nagranym z Vince’em Clarkiem, który odszedł z zespołu kilka dni po wydaniu longplaya. Znalazły się na nim kompozycje stworzone przez pierwsze lata działalności muzycznej Vince’a Clarke'a oraz Martina Lee Gore'a. Przez wielu fanów zespołu, album ten uznawany jest za standard muzyki new romantic.
Tytuł „Speak & Spell” nawiązuje do popularnej w tamtych latach elektronicznej zabawki edukacyjnej dla dzieci produkowanej przez amerykańską firmę Texas Instruments. Podczas wywiadu z zespołem w 2005 roku Martin Gore i Andrew Fletcher stwierdzili, że ze wszystkich utworów z albumu „What's Your Name?” jest najmniej przez nich lubiany.
3 kwietnia 2006 albumy „Speak & Spell”, „Music for the Masses” i „Violator” zostały zremasterowane i ponownie wydane na dyskach SACD, CD i DVD.

## Lista utworów

### Wersja z 1981 roku
| Nr  | Tytuł utworu                  | Długość |
| --- | ----------------------------- | ------- |
| 1.  | „New Life”                    | 3:46    |
| 2.  | „I Sometimes Wish I Was Dead” | 2:18    |
| 3.  | „Puppets”                     | 3:58    |
| 4.  | „Boys Say Go!”                | 3:07    |
| 5.  | „Nodisco”                     | 4:16    |
| 6.  | „What's Your Name?”           | 2:45    |
| 7.  | „Photographic”                | 4:46    |
| 8.  | „Tora! Tora! Tora!”           | 4:36    |
| 9.  | „Big Muff”                    | 4:25    |
| 10. | „Any Second Now” (Voices)     | 2:35    |
| 11. | „Just Can’t Get Enough”       | 3:45    |
|     |                               | 40:17   |

### Zremasterowana wersja albumu z 1988 roku (utwory bonusowe)
| Nr | Tytuł utworu                             | Długość |
| -- | ---------------------------------------- | ------- |
| 1. | „Dreaming of Me”                         | 4:04    |
| 2. | „Ice Machine”                            | 4:05    |
| 3. | „Shout!”                                 | 3:46    |
| 4. | „Any Second Now” (Wersja instrumentalna) | 3:08    |
| 5. | „Just Can’t Get Enough” (Schizo Mix)     | 4:44    |
|    |                                          | 19:47   |

- Kompozytorem wszystkich utworów, oprócz „Tora! Tora! Tora!” i „Big Muff” jest Vince Clarke. Dwa pozostałe są produkcją Martina Gore'a.
- Utwory 12-16 dodane na redycji z roku 1988 Mute / Cdstumm5

Wersja USA LP/CD
| Nr  | Tytuł utworu                         | Długość |
| --- | ------------------------------------ | ------- |
| 1.  | „New Life” (Remix)                   | 3:59    |
| 2.  | „Puppets”                            | 3:58    |
| 3.  | „Dreaming of Me”                     | 4:04    |
| 4.  | „Boys Say Go!”                       | 3:07    |
| 5.  | „Nodisco”                            | 4:16    |
| 6.  | „What's Your Name?”                  | 2:45    |
| 7.  | „Photographic”                       | 4:46    |
| 8.  | „Tora! Tora! Tora!”                  | 4:36    |
| 9.  | „Big Muff”                           | 4:25    |
| 10. | „Any Second Now” (Voices)            | 2:35    |
| 11. | „Just Can’t Get Enough” (Schizo Mix) | 4:44    |
|     |                                      | 43:15   |

- Wersja LP nie zawiera ostatniego utworu „Dreaming of Me”, natomiast ta z 1988 roku wydana została z inną okładką i zawiera strony b singli pochodzących z płyty, m.in. „Ice Machine”, „Shout”, „Any Second Now” i remix „Just Can’t Get Enough (Schizo Mix)” wydany w 2004 na składance „Remixes 81–04”.
- Utwory „Ice Machine”, „Shout” i „Any Second Now” zostały udostępnione w specjalnej edycji albumu wydanej w 1988 roku.

## Twórcy
- Vince Clarke
- Andrew Fletcher
- David Gahan
- Martin Gore
- Produkcja: Depeche Mode i Daniel Miller
- Nagrywano w Blackwing Studios, Londyn, Wielka Brytania
- Inżynierowie: John Fryer, Eric Radcliffe
- Autor okładki: Brian Griffin
- Wydawca: Mute Records
- Dystrybucja: Warner Music
- Etykieta: Mute Records